# جيري تورنر (لاعب كرة قدم أمريكية)
جيري تورنر (بالإنجليزية: Jerry Turner)‏ هو لاعب كرة قدم أمريكية أمريكي، ولد في 10 أبريل 1978.